# Nemessis
Nemessis es una banda colombiana de deathgrind, integrada por músicos con diversas tendencias musicales, enfocado hacia una propuesta propia y versátil, siendo una amalgama de death metal, metal progresivo, mathcore, metal extremo y grindcore.

## Historia

### Muerte por ley(2007)
Nemessis formado en Bogotá, Colombia, en 2007 por el Baterista Enrique Buitrago, el bajista Robinson Hernández , el vocalista Carlos Rojas y los guitarristas Jhon Hernández y Mario Sandoval. El grupo grabó un sencillo titulado Muerte Por Ley en 2007, a principios del 2008 Carlo se retira de la banda ingresando Iván Ortega en la ejecución vocal.

### Esquizoide(2009-2010)
En 2009, la banda presenta una reforma en la cual ingresa el bajista Bryan Pérez reemplazando a Robinson Hernández e ingresa Jorge Gantiva en lugar de Jhon Hernández. Poco después de la Reforma, su segundo Sencillo Esquizoide fue lanzado.
En el año 2010 Bryan Pérez se retira de la alineación, Jorge Gantiva se encarga de la ejecución del Bajo en estudio y con esta formación se lanza el álbum debut de la banda Esquizoide.
En la segunda mitad del año 2010 Mario Sandoval se retira de la banda en ingresa el bajista Gabriel Peña.

### En línea a la Aniquilación(2011)
En línea a la Aniquilación, el segundo álbum de la banda, fue grabado a finales de 2010 y lanzado en abril de 2011. La banda realiza el lanzamiento del álbum en la ciudad de Pereira alternando con la banda de Canadá Kataklysm en el marco de la gira Latin American Tour de esta, posteriormente se realizan varios conciertos en Bogotá, entre ellos en el emblemático teatro al aire La Media Torta con la banda Masacre (banda de Colombia) .

### Environment(2012-2013)

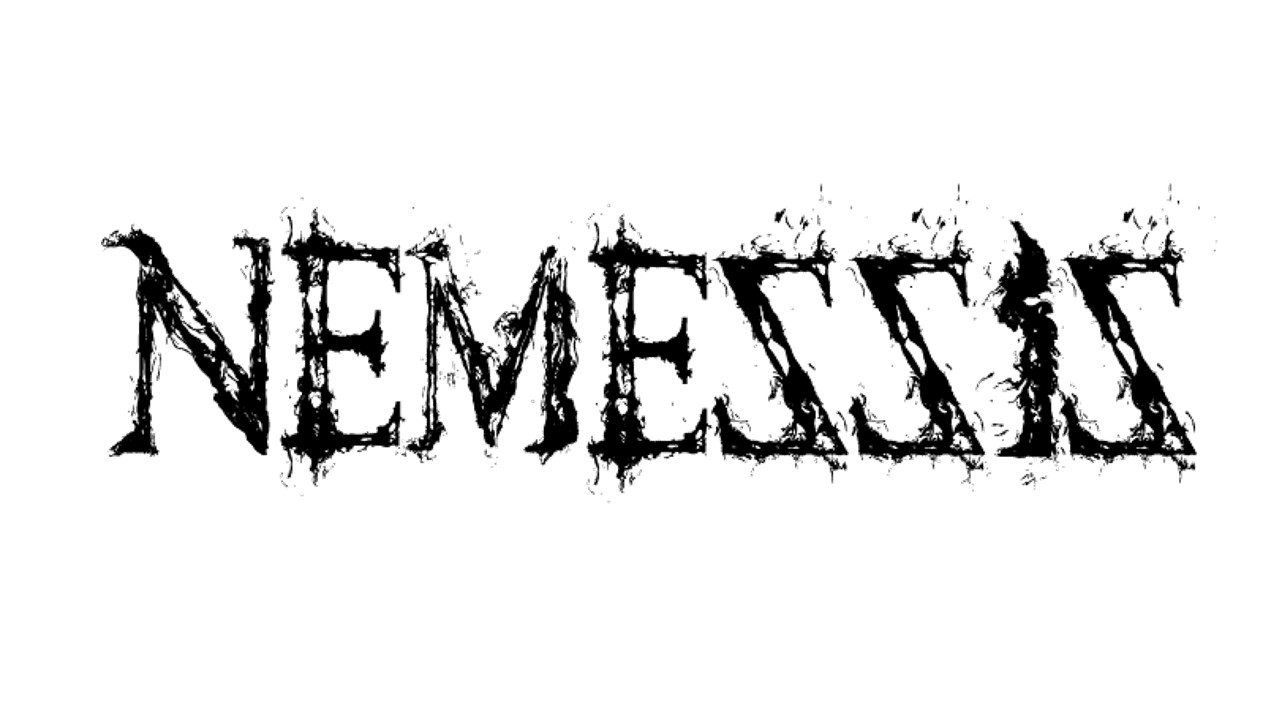
Logotipo

En el año 2012, la banda grabó su siguiente álbum, Environment con este álbum la banda llamó la atención de las Disqueras Indonesia No Label y de lo Mexicanos Mayko´s, Las cuales lanzaron el álbum en  2013.

### Synergistic Evolution(2013-presente)
A mediados del año 2013 la banda hace el lanzamiento del sencillo Synergistic Evolution , el cual fue incluido en la recopilación Soundcheck online audio de la revista digital Lost In Chaos de Indonesia.
Jorge Gantiva salió de la banda a mediados de 2014, y la banda pronto se encontró con el reemplazo Gabriel Kuklinski con esta formación la banda participa en varias recopilaciones, con el Tema Muerde la Muerte tributo a la banda de Ultrametal Reencarnación  (banda colombiana) a finales de 2014 y con el tema Green Hell como parte del tributo Colombiano A Misfits (banda) a mediados del 2015.
En la segunda mitad de 2015 se retiran Enrique Buitrago y Gabriel Kuklinski de la formación de la banda ingresando Daniel Caycedo en la guitarra.

## Integrantes

### Formación actual
- Iván Ortega Salazar- Voz-2008-presente
- Gabriel Peña - Bajo 2010-presente
- Daniel Caycedo - Guitarra 2015-presente
- Chainer Romero - Drums 2017-presente

### Exintegrantes
- Mario Sandoval- Guitarra 2007-2010
- Jorge Gantiva- Guitarra 2009-2014
- Enrique Buitrago - Batería 2007-2015
- Gabriel Kuklinski - Guitarra 2014-2015